# Pontoclausia wilsoni
Pontoclausia wilsoni – gatunek widłonoga z rodziny Clausiidae. Opisał go w 1963 roku amerykański zoolog Richard U. Gooding w swojej pracy doktorskiej, nadając mu nazwę Clausia wilsoni.